# Liste der denkmalgeschützten Objekte in Scheibbs
Die Liste der denkmalgeschützten Objekte in Scheibbs enthält die 59 denkmalgeschützten, unbeweglichen Objekte der niederösterreichischen Stadtgemeinde Scheibbs.

## Denkmäler
| Foto |                 | Denkmal | Standort                                                                       | Beschreibung | Metadaten |
| ---- | --------------- | --- | ------------------------------------------------------------------------------ | --- | --- |
| ja   | Datei hochladen | Bildstock HERIS-ID: 24246 Objekt-ID: 20623                                                                        | Am Türkenschuß 2, in der Nähe Standort KG: Brandstatt                          | Die Bildsäule wurde um 1683 zur Erinnerung an einen Angriff der Türken errichtet. Sie hat einen Aufsatz mit kugelbekröntem Steinzeltdach. | BDA-Hist.: Q37883359 Status: § 2a Stand der BDA-Liste: 2025-06-30 Name: Bildstock GstNr.: 1031/3 |
| ja   | Datei hochladen | Straßenbrücke, Saffenbrücke HERIS-ID: 31976 Objekt-ID: 29009                                                      | bei Saffen 34 Standort KG: Brandstatt                                          | Korbbogig unterwölbter Konglomeratquaderbau aus dem Jahr 1876. Die Brücke über die Erlauf verbindet die beiden Katastralgemeinden Brandstatt und Scheibbsbach gut zwei Kilometer nordnordwestlich des Stadtzentrums. | BDA-Hist.: Q37945369 Status: § 2a Stand der BDA-Liste: 2025-06-30 Name: Straßenbrücke, Saffenbrücke GstNr.: 1402/3 |
| ja   | Datei hochladen | Zugangsstollen 52 HERIS-ID: 111578 Objekt-ID: 129525seit 2012                                                     | Standort KG: Fürteben                                                          | Der Zugangsstollen 52 ist ein Teil der II. Wiener Hochquellenwasserleitung. Diese 183 Kilometer lange Wasserversorgungsleitung für die Stadt Wien, wurde auf Betreiben von Karl Lueger errichtet und nach zehnjähriger Bauzeit am 2. Dezember 1910 als II. Kaiser-Franz-Josef-Hochquellenleitung eröffnet. | BDA-Hist.: Q37825107 Status: Bescheid Stand der BDA-Liste: 2025-06-30 Name: Zugangsstollen 52 GstNr.: 844/1 Hochquellenwasserleitung in Scheibbs                                                                                               |
| ja   | Datei hochladen | Luegeraquädukt HERIS-ID: 111579 Objekt-ID: 129526seit 2012                                                        | Standort KG: Fürteben                                                          | Das Luegeraquädukt überbrückt das Tal der Jessnitz im Scheibbser Ortsteil Neubruck. Mit einer Länge von 271 Meter und einer Höhe von 22 Meter ist es das längste Aquädukt der II. Wiener Hochquellenwasserleitung. Die 14 Bogenstellungen weisen eine Spannweite von 10 bis 30 m auf. Das Luegeraquädukt verbindet die Gemeinde Scheibbs und die Katastralgemeinden St. Anton an der Jeßnitz und Gärtenberg in der Gemeinde St. Anton an der Jeßnitz. | BDA-Hist.: Q37825116 Status: Bescheid Stand der BDA-Liste: 2025-06-30 Name: Luegeraquädukt GstNr.: 866, 804/1 Hochquellenwasserleitung in Scheibbs                                                                                             |
| ja   | Datei hochladen | Bildstock HERIS-ID: 4221 Objekt-ID: 59                                                                            | bei Dreimärkterstraße 18 Standort KG: Fürteben                                 | Toskanischer Postamentpfeiler mit bildtafellosem Aufsatz und Steinzwiebelhaube, 2. Hälfte des 17. Jahrhunderts | BDA-Hist.: Q38050880 Status: Bescheid Stand der BDA-Liste: 2025-06-30 Name: Bildstock GstNr.: 762/6 |
| ja   | Datei hochladen | Anlage Schloss und ehem. Töpperwerk Neubruck HERIS-ID: 112080 Objekt-ID: 130131seit 2014                          | Neubruck 2, u. a. Standort KG: Fürteben                                        | Der von dem Industriellen Andreas Töpper als Herrenhaus im Biedermeierstil um 1825 durch den Ausbau eines Hammerherrenhauses geschaffene Ansitz, mit dem ehemaligen Töpperwerk und Nebengebäuden ein Ensemble bildend, wurde später durch Eduard Musil von Mollenbruck zu einem Neorenaissance-Schloss erweitert. Anmerkung: Befindet sich zu einem kleinen Teil in der Gemeinde Sankt Anton an der Jeßnitz                                           | BDA-Hist.: Q37828459 Status: Bescheid Stand der BDA-Liste: 2025-06-30 Name: Anlage Schloss und ehem. Töpperwerk Neubruck GstNr.: .74/1, .74/3, .74/5, 798/4, 881, .72, 792, .109, 803, 804/1, 804/3 Schloss Neubruck und ehemaliges Töpperwerk |
| ja   | Datei hochladen | Töpperkapelle hl. Apostel Andreas HERIS-ID: 4216 Objekt-ID: 54                                                    | neben Neubruck 2 Standort KG: Fürteben                                         | Nachbarocker/klassizistischer Zentralkuppelbau, 1831–1834 ursprünglich als Grabkapelle errichtet. | BDA-Hist.: Q35858453 Status: Bescheid Stand der BDA-Liste: 2025-06-30 Name: Töpperkapelle hl. Apostel Andreas GstNr.: .74/5 Schloss Neubruck und ehemaliges Töpperwerk                                                                         |
| ja   | Datei hochladen | Ginningbachaquädukt HERIS-ID: 111591 Objekt-ID: 129543seit 2012                                                   | St. Georgner Straße 24, in der Nähe Standort KG: Ginning                       | Die II. Wiener Hochquellenwasserleitung ist eine 183 Kilometer lange Trinkwasser-Versorgungsleitung für die Stadt Wien. Sie wurde auf Betreiben von Karl Lueger errichtet und nach zehnjähriger Bauzeit am 2. Dezember 1910 als II. Kaiser-Franz-Josef-Hochquellenleitung eröffnet. Das Ginningbachaquädukt verbindet die Katastralgemeinden Ginning und Scheibbs.                                                                                    | BDA-Hist.: Q37825211 Status: Bescheid Stand der BDA-Liste: 2025-06-30 Name: Ginningbachaquädukt GstNr.: 60/6 Hochquellenwasserleitung in Scheibbs                                                                                              |
| ja   | Datei hochladen | Einsteigturm 55 HERIS-ID: 111592 Objekt-ID: 129544seit 2012                                                       | Ginning 21, in der Nähe Standort KG: Ginning                                   | Die II. Wiener Hochquellenwasserleitung ist eine 183 Kilometer lange Trinkwasser-Versorgungsleitung für die Stadt Wien. Sie wurde auf Betreiben von Karl Lueger errichtet und nach zehnjähriger Bauzeit am 2. Dezember 1910 als II. Kaiser-Franz-Josef-Hochquellenleitung eröffnet. | BDA-Hist.: Q37825220 Status: Bescheid Stand der BDA-Liste: 2025-06-30 Name: Einsteigturm 55 GstNr.: 60/6 Hochquellenwasserleitung in Scheibbs                                                                                                  |
| ja   | Datei hochladen | Wasserreservoir HERIS-ID: 24252 Objekt-ID: 20630                                                                  | östlich Am Burgerhof 5 Standort KG: Ginning                                    | Der Kaiserjubiläums-Hochbehälter wurde 1898 seiner Bestimmung übergeben. Er lag ursprünglich am Ende einer Kastanienallee, die heute großteils durch andere Bäume ersetzt ist. Es handelt sich um ein Wasserreservoir der Stadtgemeinde Scheibbs und nicht der II. Wiener Hochquellwasserleitung. | BDA-Hist.: Q37883471 Status: § 2a Stand der BDA-Liste: 2025-06-30 Name: Wasserreservoir GstNr.: 601/1 Jubiläumshochbehälter Scheibbs |
| ja   | Datei hochladen | Urlinger-Warte am Blassenstein-Berg HERIS-ID: 4225 Objekt-ID: 63                                                  | Standort KG: Ginning                                                           | Die Urlinger-Warte ist ein 1903 erbauter unverdachter Aussichtsturm mit Runderker unter einem Spitzhelm auf dem 844 m hohen Blassenstein. | BDA-Hist.: Q18028974 Status: Bescheid Stand der BDA-Liste: 2025-06-30 Name: Urlinger-Warte am Blassenstein-Berg GstNr.: 208 Urlinger-Warte |
| ja   | Datei hochladen | Hochbruckaquädukt HERIS-ID: 111587 Objekt-ID: 129539seit 2012                                                     | Hochbruck 8, in der Nähe Standort KG: Neustift bei Scheibbs                    | Die II. Wiener Hochquellenwasserleitung ist eine 183 Kilometer lange Trinkwasser-Versorgungsleitung für die Stadt Wien. Sie wurde auf Betreiben von Karl Lueger errichtet und nach zehnjähriger Bauzeit am 2. Dezember 1910 als II. Kaiser-Franz-Josef-Hochquellenleitung eröffnet. | BDA-Hist.: Q37825168 Status: Bescheid Stand der BDA-Liste: 2025-06-30 Name: Hochbruckaquädukt GstNr.: 17/1 Hochquellenwasserleitung in Scheibbs                                                                                                |
| ja   | Datei hochladen | Einsteigturm 54, Kanalbrücke Lehenhof HERIS-ID: 111588 Objekt-ID: 129540seit 2012                                 | Hochbruck 6, in der Nähe Standort siehe Beschreibung KG: Neustift bei Scheibbs | Die beiden geschützten Bauwerke der II. Wiener Hochquellenwasserleitung sind der Einsteigturm 54 (Lage) und die Kanalbrücke Lehenhof (Lage). | BDA-Hist.: Q37825182 Status: Bescheid Stand der BDA-Liste: 2025-06-30 Name: Einsteigturm 54, Kanalbrücke Lehenhof GstNr.: 79, 1771 Hochquellenwasserleitung in Scheibbs                                                                        |
| ja   | Datei hochladen | Wertheimkapelle HERIS-ID: 4220 Objekt-ID: 58                                                                      | gegenüber Dreimärkterstraße 13 Standort KG: Neustift bei Scheibbs              | Ein 1863 errichteter neugotischer Konglomeratquaderbau mit Schmiedeeisengitter und spitzbogigem Kreuzgratgewölbe. | BDA-Hist.: Q38048777 Status: Bescheid Stand der BDA-Liste: 2025-06-30 Name: Wertheimkapelle GstNr.: .81 |
| ja   | Datei hochladen | Villa, sog. Schloss Lehenhof HERIS-ID: 4224 Objekt-ID: 62                                                         | Hochbruck 6 Standort KG: Neustift bei Scheibbs                                 | Dreiseitiger zweigeschoßiger Bau mit Walmdach, 1835–1845 als Villa Almasy auf einer Terrasse über dem Tal errichtet. Fassade später neoklassizistisch verändert. Seit 1939 Kindererholungsheim. | BDA-Hist.: Q38059002 Status: § 2a Stand der BDA-Liste: 2025-06-30 Name: Villa, sog. Schloss Lehenhof GstNr.: .68 Schloss Lehenhof, Scheibbs |
| ja   | Datei hochladen | Strudenbrücke HERIS-ID: 4222 Objekt-ID: 60                                                                        | Strudenzeile 2, in der Nähe Standort KG: Neustift bei Scheibbs                 | Der tonnenunterwölbte Bruchsteinbau mit schmiedeeisernen Spitzbogengittern zwischen Steinpfeilern wurde 1836 vom Maurermeister Sebastian Sturm errichtet und hieß ursprünglich Kaiser-Ferdinand-Brücke. | BDA-Hist.: Q38053128 Status: § 2a Stand der BDA-Liste: 2025-06-30 Name: Strudenbrücke GstNr.: 512/1 |
| ja   | Datei hochladen | Bildstock HERIS-ID: 4223 Objekt-ID: 61                                                                            | Hochbruck 6, in der Nähe Standort KG: Neustift bei Scheibbs                    | Ein toskanischer Postamentpfeiler aus der zweiten Hälfte des 17. Jahrhunderts mit bildtafellosem Aufsatz und einer Steinzwiebelhaube. | BDA-Hist.: Q38056115 Status: Bescheid Stand der BDA-Liste: 2025-06-30 Name: Bildstock GstNr.: 95/3 |
| ja   | Datei hochladen | Ginningbachaquädukt HERIS-ID: 111590 Objekt-ID: 129542                                                            | St. Georgner Straße 24, in der Nähe Standort KG: Scheibbs                      | Die II. Wiener Hochquellenwasserleitung ist eine 183 Kilometer lange Trinkwasser-Versorgungsleitung für die Stadt Wien. Sie wurde auf Betreiben von Karl Lueger errichtet und nach zehnjähriger Bauzeit am 2. Dezember 1910 als II. Kaiser-Franz-Josef-Hochquellenleitung eröffnet. Anmerkung: Das Ginningbachaquädukt verbindet die Katastralgemeinden Ginning (siehe dort) und Scheibbs.                                                            | BDA-Hist.: Q37825201 Status: Bescheid Stand der BDA-Liste: 2025-06-30 Name: Ginningbachaquädukt GstNr.: 28/1 Hochquellenwasserleitung in Scheibbs                                                                                              |
| ja   | Datei hochladen | Kanalbrücke Schöllgraben HERIS-ID: 111589 Objekt-ID: 129541seit 2012                                              | bei Urlingerweg 2 Standort KG: Scheibbs                                        | Die II. Wiener Hochquellenwasserleitung ist eine 183 Kilometer lange Trinkwasser-Versorgungsleitung für die Stadt Wien. Sie wurde auf Betreiben von Karl Lueger errichtet und nach zehnjähriger Bauzeit am 2. Dezember 1910 als II. Kaiser-Franz-Josef-Hochquellenleitung eröffnet. | BDA-Hist.: Q37825192 Status: Bescheid Stand der BDA-Liste: 2025-06-30 Name: Kanalbrücke Schöllgraben GstNr.: 5/11, 1/16, 1/19 Hochquellenwasserleitung in Scheibbs                                                                             |
| ja   | Datei hochladen | Straßenbrücke, K. Höfinger-Brücke HERIS-ID: 24249 Objekt-ID: 20626                                                | bei Bahnhofstraße 2 Standort KG: Scheibbs                                      | Stichbogiger Eisenfachwerkbau und stichbogig unterwölbte Bruchsteinrampe, 1881 erbaut. Benannt nach dem Kaufmann Ignaz Höfinger, der Mitte des 19. Jahrhunderts Bürgermeister von Scheibbs war. | BDA-Hist.: Q37883395 Status: § 2a Stand der BDA-Liste: 2025-06-30 Name: Straßenbrücke, K. Höfinger-Brücke GstNr.: 209/1 |
| ja   | Datei hochladen | Ehem. Zwingerturm HERIS-ID: 21292 Objekt-ID: 17610                                                                | Burgerhofstraße 2 Standort KG: Scheibbs                                        | | BDA-Hist.: Q37860910 Status: Bescheid Stand der BDA-Liste: 2025-06-30 Name: Ehem. Zwingerturm GstNr.: .300 |
| ja   | Datei hochladen | Krankenhaus Scheibbs HERIS-ID: 21302 Objekt-ID: 17620                                                             | Eisenwurzenstraße 26 Standort KG: Scheibbs                                     | Das Krankenhaus wurde 1911 eröffnet und später mehrfach erweitert. | BDA-Hist.: Q1638641 Status: Bescheid Stand der BDA-Liste: 2025-06-30 Name: Krankenhaus Scheibbs GstNr.: 459 |
| ja   | Datei hochladen | Straßenbrücke, Töpper-Brücke HERIS-ID: 24250 Objekt-ID: 20627                                                     | bei Erlafpromenade 30 Standort KG: Scheibbs                                    | Stichbogiger Eisenfachwerkbau, 1897 erbaut. | BDA-Hist.: Q37883413 Status: § 2a Stand der BDA-Liste: 2025-06-30 Name: Straßenbrücke, Töpper-Brücke GstNr.: 209/1 |
| ja   | Datei hochladen | Straßenbrücke, sog. Römerbrücke HERIS-ID: 24248 Objekt-ID: 20625                                                  | bei Erlafstraße 1 Standort KG: Scheibbs                                        | Tonnenunterwölbter Bruchsteinbau über einer Felsinsel, 1554 von Valentin Staudinger an einem alten Flussübergang erbaut. Steinbrüstung um 1870 durch Eisengeländer ersetzt. | BDA-Hist.: Q37883376 Status: § 2a Stand der BDA-Liste: 2025-06-30 Name: Straßenbrücke, sog. Römerbrücke GstNr.: 209/1 Römerbrücke Scheibbs |
| ja   | Datei hochladen | Kapuzinerkirche und ehem. Kapuzinerkloster HERIS-ID: 21301 Objekt-ID: 17619                                       | Feldgasse 1 Standort KG: Scheibbs                                              | Frühbarocke Anlage, 1678–1684 nördlich außerhalb der Stadtmauern errichtet. Die Kapuzinerkirche ist ein schlichter Saalbau. | BDA-Hist.: Q1257888 Status: § 2a Stand der BDA-Liste: 2025-06-30 Name: Kapuzinerkirche und ehem. Kapuzinerkloster GstNr.: .33, .34 Klosterkirche St. Barbara (Scheibbs)                                                                        |
| ja   | Datei hochladen | Wehrturm HERIS-ID: 21295 Objekt-ID: 17613                                                                         | Gaminger Straße 21 Standort KG: Scheibbs                                       | | BDA-Hist.: Q37860931 Status: Bescheid Stand der BDA-Liste: 2025-06-30 Name: Wehrturm GstNr.: .62 |
| ja   | Datei hochladen | Wohnhaus, ehem. Bürgerspital HERIS-ID: 5572 Objekt-ID: 1443                                                       | Gaminger Straße 33 Standort KG: Scheibbs                                       | Dreigeschoßiges Wohnhaus mit Walmdach. Im Kern um 1600, Biedermeierfassade. | BDA-Hist.: Q37843870 Status: § 2a Stand der BDA-Liste: 2025-06-30 Name: Wohnhaus, ehem. Bürgerspital GstNr.: .81, 389 |
| ja   | Datei hochladen | Ehem. Friedhof mit Töpper-Mausoleum HERIS-ID: 24243 Objekt-ID: 20620                                              | bei Gürtel 5 Standort KG: Scheibbs                                             | Friedhof: am Beginn des Gürtels 1575 angelegt, 1968 aufgelassen. Töpper-Mausoleum: neugotischer Hausteinbau aus dem Jahr 1880. | BDA-Hist.: Q37883323 Status: § 2a Stand der BDA-Liste: 2025-06-30 Name: Ehem. Friedhof mit Töpper-Mausoleum GstNr.: 51 |
| ja   | Datei hochladen | Flecknertor HERIS-ID: 21291 Objekt-ID: 17609                                                                      | Gürtel 8 Standort KG: Scheibbs                                                 | Dreigeschoßiger, tiefrechteckiger Torturm aus dem 4. Viertel des 15. Jahrhunderts zwischen Stadtmaueranbauten. | BDA-Hist.: Q37860875 Status: Bescheid Stand der BDA-Liste: 2025-06-30 Name: Flecknertor GstNr.: 113/3 |
| ja   | Datei hochladen | Bürgerhaus HERIS-ID: 5574 Objekt-ID: 1445                                                                         | Hauptstraße 14 Standort KG: Scheibbs                                           | Zweigeschoßiges Bürgerhaus, im Kern aus dem 16. und 17. Jahrhundert. | BDA-Hist.: Q37843911 Status: Bescheid Stand der BDA-Liste: 2025-06-30 Name: Bürgerhaus GstNr.: .49/1, .49/2 |
| ja   | Datei hochladen | Bürgerhaus HERIS-ID: 109126 Objekt-ID: 126713                                                                     | Hauptstraße 17 Standort KG: Scheibbs                                           | Im Erdgeschoß Einstützenraum mit Kreuzgratgewölben über toskanischer Säule um 1600. Obergeschoßfassade aus dem 3. Viertel des 19. Jahrhunderts. | BDA-Hist.: Q37814185 Status: Bescheid Stand der BDA-Liste: 2025-06-30 Name: Bürgerhaus GstNr.: 127 |
| ja   | Datei hochladen | Bürgerhaus HERIS-ID: 5579 Objekt-ID: 1450                                                                         | Hauptstraße 26 Standort KG: Scheibbs                                           | Zweigeschoßiger Eckbau, im Kern spätmittelalterlich. | BDA-Hist.: Q37844087 Status: Bescheid Stand der BDA-Liste: 2025-06-30 Name: Bürgerhaus GstNr.: .56 |
| ja   | Datei hochladen | Bürgerhaus HERIS-ID: 5580 Objekt-ID: 1451                                                                         | Hauptstraße 27 Standort KG: Scheibbs                                           | Zweigeschoßiger Bau mit rundem Eckerker, im Kern spätgotisch und frühneuzeitlich. | BDA-Hist.: Q37844114 Status: Bescheid Stand der BDA-Liste: 2025-06-30 Name: Bürgerhaus GstNr.: .16 |
| ja   | Datei hochladen | Ehem. Handelsherrenhaus Töpper HERIS-ID: 24225 Objekt-ID: 20602                                                   | Hauptstraße 29 Standort KG: Scheibbs                                           | Dreigeschoßiger giebelbekrönter Bau. In der Substanz spätgotisch-frühneuzeitlich, biedermeierliche Giebelfassade aus der 1. Hälfte des 19. Jahrhunderts. Heute Standort der traditionsreichen Konditorei Reschinsky. | BDA-Hist.: Q37883086 Status: Bescheid Stand der BDA-Liste: 2025-06-30 Name: Ehem. Handelsherrenhaus Töpper GstNr.: .15 |
| ja   | Datei hochladen | Erste Scheibbser Poststation HERIS-ID: 24226 Objekt-ID: 20603                                                     | Hauptstraße 31 Standort KG: Scheibbs                                           | Zweigeschoßiger Bau mit biedermeierlich-klassizistischer Fassade. Beherbergte von 1836 bis 1907 die Erste Scheibbser Poststation. | BDA-Hist.: Q37883101 Status: Bescheid Stand der BDA-Liste: 2025-06-30 Name: Erste Scheibbser Poststation GstNr.: .14 |
| ja   | Datei hochladen | Bürgerhaus HERIS-ID: 24229 Objekt-ID: 20606                                                                       | Hauptstraße 43 Standort KG: Scheibbs                                           | Zweigeschoßiger Bau mit Schopfwalmdach, im Kern spätgotisch. | BDA-Hist.: Q37883120 Status: Bescheid Stand der BDA-Liste: 2025-06-30 Name: Bürgerhaus GstNr.: .63 |
| ja   | Datei hochladen | Bildstock, Pestkreuz HERIS-ID: 24245 Objekt-ID: 20622                                                             | Kreuzgasse/Lastenstraße Standort KG: Scheibbs                                  | 1644 errichteter Tabernakelbildstock mit abgefastem Pfeiler, Schmiedeeisengitter und Steinzeltdach. | BDA-Hist.: Q37883340 Status: § 2a Stand der BDA-Liste: 2025-06-30 Name: Bildstock, Pestkreuz GstNr.: 461 |
| ja   | Datei hochladen | Kraftwerk Scheibbs (Krafthaus mit maschineller Ausstattung) HERIS-ID: 32176 Objekt-ID: 29240                      | Mühlhof 4 Standort KG: Scheibbs                                                | Werkshalle am Ufer der Erlauf, erbaut 1904–1905. | BDA-Hist.: Q37946539 Status: Bescheid Stand der BDA-Liste: 2025-06-30 Name: Kraftwerks Scheibbs (Krafthaus mit maschineller Ausstattung) GstNr.: .38/3 Kraftwerk Mühlhof                                                                       |
| ja   | Datei hochladen | Fußgängerbrücke, Sandsteg HERIS-ID: 24251 Objekt-ID: 20628                                                        | bei Prof. Schuh-Gasse 1 Standort KG: Scheibbs                                  | Eisenfachwerk über Mittelpfeiler in Quadermauerwerk, 1883 erbaut. | BDA-Hist.: Q37883430 Status: § 2a Stand der BDA-Liste: 2025-06-30 Name: Fußgängerbrücke, Sandsteg GstNr.: 209/1 Sandsteg, Scheibbs |
| ja   | Datei hochladen | Johannes-Nepomuk-Säule HERIS-ID: 24239 Objekt-ID: 20616                                                           | gegenüber Rathausplatz 4 Standort KG: Scheibbs                                 | Wolkensäule mit Statue des Heiligen Johannes Nepomuk über reich dekoriertem Sockel. | BDA-Hist.: Q37883243 Status: § 2a Stand der BDA-Liste: 2025-06-30 Name: Johannes-Nepomuk-Säule GstNr.: 197/1 Johannes-Nepomuk-Säule Scheibbs                                                                                                   |
| ja   | Datei hochladen | Kaiser-Franz-Joseph-Brunnen HERIS-ID: 24240 Objekt-ID: 20617                                                      | gegenüber Rathausplatz 1 Standort KG: Scheibbs                                 | 1898 auf dem Rathausplatz von Scheibbs errichtet. In oktogonalem Hochbecken gedrungene Säule mit Löwenmasken, darüber Rundschale mit neugotischer Fiale. | BDA-Hist.: Q37883262 Status: § 2a Stand der BDA-Liste: 2025-06-30 Name: Kaiser-Franz-Joseph-Brunnen GstNr.: 197/1 |
| ja   | Datei hochladen | Ehem. Totengräberhaus, Ölberg HERIS-ID: 21298 Objekt-ID: 17616                                                    | bei Rathausplatz 6 Standort KG: Scheibbs                                       | Ehemaliges Totengräberhaus nordwestlich der Pfarrkirche: zweigeschoßig mit Pultdach. Links anschließend Ölbergbaldachin aus dem 18. Jahrhundert, im dritten Viertel des 19. Jahrhunderts verglast. | BDA-Hist.: Q37860953 Status: § 2a Stand der BDA-Liste: 2025-06-30 Name: Ehem. Totengräberhaus, Ölberg GstNr.: .72 Totengräberhaus mit Ölberg, Scheibbs                                                                                         |
| ja   | Datei hochladen | Rathaus HERIS-ID: 24232 Objekt-ID: 20609                                                                          | Rathausplatz 1 Standort KG: Scheibbs                                           | Stammt im Kern aus dem 16. Jahrhundert; Umbauten 1850 (Biedermeierfassade) und 1992. | BDA-Hist.: Q37883137 Status: § 2a Stand der BDA-Liste: 2025-06-30 Name: Rathaus GstNr.: .11 |
| ja   | Datei hochladen | Schloss Scheibbs m. Ringmauer, Bergfried u. 2 Rundtürmen, Bezirkshauptmannschaft HERIS-ID: 24235 Objekt-ID: 20612 | Rathausplatz 5 Standort KG: Scheibbs                                           | Im Kern mittelalterliche, um 1600 ausgebaute Vierflügelanlage um einen annähernd quadratischen Hof mit zwei diagonal angeordneten Türmen. Das Schloss steht etwas erhöht im Südosten der Altstadt und beherbergt heute die Bezirkshauptmannschaft Scheibbs. | BDA-Hist.: Q872080 Status: Bescheid Stand der BDA-Liste: 2025-06-30 Name: Schloss Scheibbs m. Ringmauer, Bergfried u. 2 Rundtürmen, Bezirkshauptmannschaft GstNr.: .1, 147/1 Schloss Scheibbs                                                  |
| ja   | Datei hochladen | Kath. Pfarrkirche hl. Maria Magdalena HERIS-ID: 21296 Objekt-ID: 17614                                            | Rathausplatz 6 Standort KG: Scheibbs                                           | Spätgotische, außen frühbarock veränderte Hallenkirche in erhöhter Lage an der Südfront des Rathausplatzes. Der ursprünglich der Nordfront vorgestellte Turm wurde durch spätere Anbauten eingebunden. | BDA-Hist.: Q2327865 Status: § 2a Stand der BDA-Liste: 2025-06-30 Name: Kath. Pfarrkirche hl. Maria Magdalena GstNr.: .73 Stadtpfarrkirche St. Magdalena (Scheibbs)                                                                             |
| ja   | Datei hochladen | Pfarrhof HERIS-ID: 21299 Objekt-ID: 17617                                                                         | Rathausplatz 7 Standort KG: Scheibbs                                           | Zweigeschoßiger hakenförmiger, im Kern gotischer Bau westlich der Kirche, mit dieser durch einen Schwibbogengang verbunden. | BDA-Hist.: Q37860965 Status: § 2a Stand der BDA-Liste: 2025-06-30 Name: Pfarrhof GstNr.: .74 |
| ja   | Datei hochladen | Wohnhaus, Stöckl HERIS-ID: 21300 Objekt-ID: 17618                                                                 | Rathausplatz 7 Standort KG: Scheibbs                                           | | BDA-Hist.: Q37860980 Status: § 2a Stand der BDA-Liste: 2025-06-30 Name: Wohnhaus, Stöckl GstNr.: .74 |
| ja   | Datei hochladen | Ehem. Hofrichterhaus, Gamingerhof HERIS-ID: 24236 Objekt-ID: 20613                                                | Rathausplatz 8 Standort KG: Scheibbs                                           | Zwischen Kartäusergasse und Abt-Berthold-Dietmayer-Gasse etwas zurücktretend im Jahr 1651 erbaut, mit Walmdach und unregelmäßiger Achsenfolge. | BDA-Hist.: Q37883192 Status: § 2a Stand der BDA-Liste: 2025-06-30 Name: Ehem. Hofrichterhaus, Gamingerhof GstNr.: .71 |
| ja   | Datei hochladen | Bürgerhaus, ehem. Benefiziatenhaus HERIS-ID: 24237 Objekt-ID: 20614                                               | Rathausplatz 9 Standort KG: Scheibbs                                           | Vom Bau des 16. Jahrhunderts Kragsteine an der dreigeschoßigen Rückfront. Fassade um 1960. | BDA-Hist.: Q37883212 Status: § 2a Stand der BDA-Liste: 2025-06-30 Name: Bürgerhaus, ehem. Benefiziatenhaus GstNr.: .70/1 |
| ja   | Datei hochladen | Bürgerhaus, sog. Oberhaus HERIS-ID: 24238 Objekt-ID: 20615                                                        | Rathausplatz 10 Standort KG: Scheibbs                                          | Aus zwei renaissancezeitlichen Häusern zusammengelegtes Gebäude. Am Obergeschoß zwei Runderker, Fenster mit restaurierten Sgraffitorahmungen. Seit 1991 beherbergt das Gebäude das Schützenscheibenmuseum Scheibbs. | BDA-Hist.: Q37883228 Status: § 2a Stand der BDA-Liste: 2025-06-30 Name: Bürgerhaus, sog. Oberhaus GstNr.: .69 Bücherei Scheibbs |
| ja   | Datei hochladen | Burgerhof- bzw. Schüdttor, Schöllgrabenturm HERIS-ID: 21294 Objekt-ID: 17612                                      | Schöllgraben 1 Standort KG: Scheibbs                                           | Viergeschoßiger Turm mit einem Walmdach im Südwesten der Stadtbefestigung, wahrscheinlich aus einem Getreidespeicher von 1430 hervorgegangen. | BDA-Hist.: Q37860925 Status: Bescheid Stand der BDA-Liste: 2025-06-30 Name: Burgerhof- bzw. Schüdttor, Schöllgrabenturm GstNr.: .89 |
| ja   | Datei hochladen | Gasthaus Schwarzer Elefant HERIS-ID: 24241 Objekt-ID: 20618                                                       | Schulgasse 13 Standort KG: Scheibbs                                            | Ehemaliger Gasthof. Zweigeschoßig mit Walmdach, im Kern um 1600. An der zum Rathausplatz gerundeten Ecke Statuette der Maria Immaculata in einer stuckierten Nische. | BDA-Hist.: Q37883282 Status: § 2a Stand der BDA-Liste: 2025-06-30 Name: Gasthaus Schwarzer Elefant GstNr.: 142/1 |
| ja   | Datei hochladen | Wohnhaus HERIS-ID: 24242 Objekt-ID: 20619                                                                         | Schulgasse 22 Standort KG: Scheibbs                                            | | BDA-Hist.: Q37883301 Status: § 2a Stand der BDA-Liste: 2025-06-30 Name: Wohnhaus GstNr.: .10/1 |
| ja   | Datei hochladen | Pulverturm HERIS-ID: 21289 Objekt-ID: 17607                                                                       | bei Kapuzinerplatz 3 Standort KG: Scheibbs                                     | Der ehemalige Pulverturm ist ein quadratischer Bau mit Zeltdach und Schlitzscharten aus dem späten 15. Jahrhundert. | BDA-Hist.: Q37860843 Status: § 2a Stand der BDA-Liste: 2025-06-30 Name: Pulverturm GstNr.: .117 |
| ja   | Datei hochladen | Schöllgraben Turm HERIS-ID: 21293 Objekt-ID: 17611                                                                | bei Schöllgraben 14 Standort KG: Scheibbs                                      | Der Wehrturm am Schöllgraben gehörte zu jenem Teil der Stadtmauer, der vor allem den Schutz des Schlosses gewährleisten sollte. | BDA-Hist.: Q37860920 Status: Bescheid Stand der BDA-Liste: 2025-06-30 Name: Schöllgraben Turm GstNr.: .299 |
| ja   | Datei hochladen | Glaxturm HERIS-ID: 21290 Objekt-ID: 17608                                                                         | neben Gürtel 2 Standort KG: Scheibbs                                           | Der Glaxturm ist ein runder Bau mit flachem Kegeldach und Schlitzscharten aus dem späten 15. Jahrhundert. | BDA-Hist.: Q37860853 Status: Bescheid Stand der BDA-Liste: 2025-06-30 Name: Glaxturm GstNr.: .115/2, 135/5 |
| ja   | Datei hochladen | Straßenbrücke, Saffenbrücke HERIS-ID: 24253 Objekt-ID: 20631                                                      | bei Saffen 34 Standort KG: Scheibbsbach                                        | Die Saffenbrücke über die Erlauf verbindet die beiden Katastralgemeinden Brandstatt (siehe dort) und Scheibbsbach. | BDA-Hist.: Q37883489 Status: § 2a Stand der BDA-Liste: 2025-06-30 Name: Straßenbrücke, Saffenbrücke GstNr.: 1330 |
| ja   | Datei hochladen | Einsteigturm 56 HERIS-ID: 111593 Objekt-ID: 129545                                                                | südlich Scheibbsbach 67 Standort KG: Scheibbsbach                              | Die II. Wiener Hochquellenwasserleitung ist eine 183 Kilometer lange Trinkwasser-Versorgungsleitung für die Stadt Wien. Sie wurde auf Betreiben von Karl Lueger errichtet und nach zehnjähriger Bauzeit am 2. Dezember 1910 als II. Kaiser-Franz-Josef-Hochquellenleitung eröffnet. | BDA-Hist.: Q37825229 Status: Bescheid Stand der BDA-Liste: 2025-06-30 Name: Einsteigturm 56 GstNr.: 955 Hochquellenwasserleitung in Scheibbs                                                                                                   |
| ja   | Datei hochladen | Leysbachaquädukt HERIS-ID: 111596 Objekt-ID: 129548seit 2012                                                      | Standort KG: Scheibbsbach                                                      | Die II. Wiener Hochquellenwasserleitung ist eine 183 Kilometer lange Trinkwasser-Versorgungsleitung für die Stadt Wien. Sie wurde auf Betreiben von Karl Lueger errichtet und nach zehnjähriger Bauzeit am 2. Dezember 1910 als II. Kaiser-Franz-Josef-Hochquellenleitung eröffnet. Das Leysbachaquädukt der II. Wiener Hochquellenwasserleitung verbindet die Gemeinden Scheibbs und St. Georgen an der Leys.                                        | BDA-Hist.: Q37825260 Status: Bescheid Stand der BDA-Liste: 2025-06-30 Name: Leysbachaquädukt GstNr.: 1111, 1332/2 Hochquellenwasserleitung in Scheibbs                                                                                         |